# Gymnohydnotrya
Gymnohydnotrya é um género de fungos ascomicetes, aparentado com o género Gyromitra.